# Den afghansk-sovjetiske krig
|  | For andre afghanske krige, se Krigen i Afghanistan |
Den afghansk-sovjetiske krig fra 1979 til 89 var en væbnet konflikt mellem den sovjetisk støttede regering i Afghanistan og en række Islamiske oprørsgrupper.
Den 28. april 1978 gennemførte det afghanske kommunistparti et blodigt statskup og overtog magten i landet. Derefter gennemførte den kommunistiske regering jordreformer, gav kvinderne stemmeret, indførte forbud mod tvangsægteskaber og erstattede de religiøse islamiske love med sekulære love. Reformerne var moderate fra et vestligt synspunkt, men radikale fra et lokalt. Den hurtigt voksende sovjetiske indflydelse kombineret med den politiske undertrykkelse og den stærke modstand mod reformerne førte til en omfattende guerillakrig mod det kommunistisk-ledede styre med Noor Mohammed Taraki i spidsen. I 1979 arresterede, udviste og henrettede den kommunistiske regering mange af mujahedin-oprørerne. Taraki blev dræbt og kort efter erstattet af Hafizullah Amin. Den afghanske regering bad flere gange Sovjetunionen om militær assistance, men dette blev i første omgang afvist af Sovjetunionen. Den 25. december 1979 marcherede den røde hær imidlertid ind i Afghanistan, da Moskva var bange for, at den nye præsident Amin skulle søge støtte hos USA.[kilde mangler] Sovjetunionen indsatte derfor en ny regering ledet af Babrak Karmal.
Den sovjetisk støttede afghanske regering førte derefter krig mod både muslimske og etniske oprørsgrupper. Den amerikanske efterretningstjeneste CIA og Pakistan støttede muslimske oprørsgrupper finansielt på grund af deres modstand mod den kommunistiske regering. Saudi Arabien støttede oprørerne finansielt på grund af deres muslimske baggrund.
Maktab al-Khadamat (MAK) var en organisation, der blev stiftet af Abdullah Yusuf Azzam og den rige saudiaraber Osama bin Laden, for at støtte mujahedinernes kamp mod Sovjetunionen i Afghanistan og sende penge og krigere til landet. MAK fik støtte og hjælp fra regeringerne i USA, Pakistan, Saudi-Arabien, Iran og Israel.[kilde mangler]
Sovjetunionen trak sine styrker ud af Afghanistan i februar 1989, men fortsatte med at støtte den kommunistiske regering, der nu blev ledet af Mohammed Najibullah. CIA og Saudi Arabien fortsatte også med at støtte mujahedinerne. Da Sovjetunionen kollapsede og støtten ophørte, blev regeringen væltet den 18. april 1992 og en islamisk stat - Da Afghanistan Islami Amarat - blev derefter oprettet i september 1996.